# Lime-iro Senkitan
Raimuiro Senkitan (яп. らいむいろ戦奇譚 Раиму-иро сэнкитан, «Военная баллада цвета лайма») — 13-серийный аниме-сериал, транслировавшийся в Японии с 5 января по 30 марта 2003, основанный на хентайной игре компании ELF Corporation, серия лайт-новел и OVA-сериал. Также есть продолжение — Raimuiro Ryukitan X.

## Сюжет
Действие происходит в 1904 году (37 год эпохи Мэйдзи) во время Русско-японской войны. Бывший японский дипломат, Умакай Синтаро, становится учителем группы девушек, отряда Раиму, базирующегося на летающем боевом корабле Аманохара. С помощью сверхъестественных сил они могут управлять роботами Раиму — фантомами, создаваемыми в нужный момент концентрацией энергии некоторых особо одарённых людей, способных управлять ими на расстоянии. Задача отряда — противостоять вражеским фантомам русских войск под предводительством Григория Распутина, атакующего Аманохару на пути к месту финальной битвы — городу Люйшунь.

## Список персонажей

### Основные персонажи
Умакай Синтаро
Сэйю: Синъитиро Мики
Бывший японский дипломат в Министерстве иностранных дел России. Получил ученую степень в области преподавания в Саппоро, что позволило ему стать учителем отряда Раиму. Его отъезд из России вынудил его бывшую невесту, Софью, присоединиться к Русским Духовным войскам. Впоследствии стал командиром отряда.

#### Отряд Раиму
Санада Момэн
Сэйю: Ай Симидзу
Молодая девушка из бедной семьи. Она ушла из дома, чтобы найти работу в соседнем городе и в конце концов присоединилась к отряду. Момэн называет Синтаро братом из-за того, что он очень похож на её собственного брата. Энергичная и жизнерадостная, готова на всё ради Синтаро. Она управляет красным Раиму, Юкимурой (вооружен мечом).
Като Аса
Сэйю: Сасадзима Кахоу
Девушка из семьи военного. Суровая и решительная, любит командовать. Практикует кэндо. Тесно связана с капитаном-лейтенантом Датэ, которого она любила как брата. Аса управляет зелёным Раиму, Киёмаса (вооружен посохом).
Хонда Сараса
Сэйю: Отомия Цубаса
Увлекается западной культурой, носит одежду в стиле «вестерн», которая на самом деле сделана в Осаке. Она действует самоуверенно и часто скрывает некоторые факты о себе, которые могут сделать её в чужих глазах слабее других, к примеру, утверждая, что на западе вместо бумажных журавликов дарят кукол, поскольку сама не умеет их делать. У неё также есть собака по имени Антуанетта Ганди XIII, или Энджи для краткости. В конечном счете влюбляется в своего учителя. Сараса управляет синим Раиму, Тайга (вооружен копьём).
Фукусима Кину
Сэйю: Саяка Аоки
Лучший друг Асы, но очень неуверенна в себе и всегда плачет, когда та затевает с ней перепалку. Имеет особую связь с миром духов и часто общалась с ними, пока Синтаро не нарушил связь. Часто использует куклу вуду. Кину управляет жёлтым/оранжевым Раиму, Масанори (вооружен пушкой).
Курода Риндзу
Сэйю: Аимото Юка
Очень тихая девушка, что, скорее всего, вызвано её трагическим детством, когда отец держал её взаперти, как птицу в клетке, поскольку остальная часть её семьи погибла. Синтаро помог Риндзу освободиться от своей печали, сказав, что её отец погиб, пытаясь спасти её (хотя на самом деле он покончил жизнь самоубийством). Риндзу управляет фиолетовым Раиму, Нагамасой (вооружен луком).

### Второстепенные персонажи

#### Команда Аманохара
Капитан Хёко Кадзи
Сэйю: Иси Кёдзи
Командир Аманохары.
Итиёдзи Суми
Сэйю: Додо Асако
Главный врач Аманохары. Она часто пытается соблазнить Синтаро.
Куки
Сэйю: Сатоми Короги
Благожелательный к людям демон в человеческом облике, дающий Аманохаре возможность к полету. Её часто сопровождают тройняшки сикигами, принимающие облик маленьких девочек.
Капитан-лейтенант Датэ Масаносукэ
Сэйю: Нобуюки Хияма
Бывший командир отряда Раиму. Погиб, защищая собой Сарасу от вражеского Раиму.

#### Русские Духовные Войска
Григорий Распутин
Сэйю: Сусуму Тиба
Лидер русских войск. Постепенно рекрутировал всех остальных (см. ниже). Точная судьба не известна, возможно, выжил после падения на него огромного валуна в последнем эпизоде. Управляет огромным чёрным Раиму, Петром.
Софья
Сэйю: Хё Сэй
Бывшая невеста Синтаро. После того, как тот уехал в Японию, Софью нашёл Распутин и предложил присоединиться к войскам. Была заслана на Аманохару, чтобы разрушить планы отряда и убедить Синтаро убить девушек. Впрочем, она провалила свою миссию. Возможно, погибла в последнем эпизоде.
Раса
Сэйю: Морота Каору
Сатэн
Сэйю: Мика Канаи

## Список эпизодов
| №  | Название                                                                                           |
| -- | -------------------------------------------------------------------------------------------------- |
| 1  | Академия девушек на боевом корабле «Сэнкан но нака но ёгакко:» (戦艦の中の女学校)                  |
| 2  | Аманохара, поднять якорь «Аманохара хассин» (天乃原発進)                                           |
| 3  | Как солдат и как учитель «Гундзин то сите, ки:ёси то сите» (軍人として、教師として)                |
| 4  | Детектив Сараса!? «Мэи тантэи сараса!?» (名探偵更紗!?)                                             |
| 5  | Другая Родина «Мо:хитоцу но фурусато» (もう一つの故郷)                                             |
| 6  | Мирный выходной «Сизуканару киудзицу» (静かなる休日)                                               |
| 7  | Тысяча бумажных журавликов «Сэнбадзуру» (千羽鶴)                                                   |
| 8  | Я не боюсь неудач! «Даикио: нанка ковакунаи!» (大凶なんか怖くない!)                                |
| 9  | Маленький шаг «Ритору сутеппу» (リトル・ステップ)                                                  |
| 10 | Закрытое сердце «Тозасарэта кокоро» (閉ざされた心)                                                 |
| 11 | День брата «О:нии тян но хи» (おにいちゃんの日)                                                    |
| 12 | Последний класс «Саигонодзюгио» (最後の授業)                                                       |
| 13 | Победный колокол, Эко на пути в будущее «Сё:ри но канэ ё, мираи э хибикэ» (勝利の鐘よ、未来へ響け) |